# Гуїдак
Гуїдак (Panopea generosa) — вид морських двостулкових молюсків родини Hiatellidae. Ці великі (до 1,5 кг вагою) організми мають дуже довгі зрощені сифони (до 1 м у довжину) і порівняно невелику (до 20 см) крихку черепашку. Вважається найбільшим риючим молюском. Назва «geoduck» («gweduck») запозичена в індіанців і означає «глибоко копати».

## Біологія
Гуїдак мешкає біля північно-західного узбережжя США та Канади. Цей молюск знаменитий як один з найбільш довгоживучих тварин: середня тривалість життя гуїдаків — 146 років, а вік найстарішої знайденої особини склав 160 років. Висуваються два можливих пояснення такого довголіття. Перше — не надто інтенсивний обмін речовин, друге — відсутність природних ворогів. Єдиними хижаками, які здатні завдати молюскові шкоди, є дрібні акули і калани, здатні витягти його з ґрунту, а також морські зірки, які атакують сифон, що знаходиться на поверхні ґрунту.
Запліднення у гуїдаків зовнішнє. За своє столітнє життя самки викидають в товщу води близько п'яти мільярдів яєць.

## Кулінарія
М'ясо цього молюска досить жорстке. Іноді його готують в США, однак головні споживачі гуїдака — японці і китайці. У Японії гуїдака називають «мірукуї» (як один із замінників «справжнього» мірукуі Tresus keenae) і їдять сирим (у вигляді сашімі).

## Ресурси
- Гуїдак в Енциклопедії продуктів та напоїв [Архівовано 7 червня 2022 у Wayback Machine.](рос.)